# Регулятор расхода газа
Регулятор массового расхода газа (РРГ) — это автоматическое устройство для управления потоком газа в трубах и передачи сигнала о значении расхода в системы управления. Является сложным электромеханическим устройством. Относится к регулирующей трубопроводной арматуре.
Применяется в системах технологического газоснабжения микроэлектронных производств, в научно-исследовательских лабораториях.
Регулятор расхода газа представляет собой систему автоматического регулирования, состоящую из трех функциональных частей:

1.	Тепловой преобразователь расхода газа в электрический сигнал

2.	Микропроцессорная плата обработки сигнала преобразователя, управления исполнительным механизмом и связи с внешними системами

3.	Электромагнитный исполнительный механизм

## Преобразователь
В основе работы регулятора лежит принцип теплового преобразования массового расхода газа в электрический сигнал.
Газ в регуляторе разделяется на два потока. Один проходит через первичный преобразователь, другой через обводной канал — байпас.
Первичный преобразователь представляет собой тонкостенную трубочку, внутри которой проходит газ. На трубке расположены два теплоприемника (терморезисторы) и нагреватель.
При отсутствии газа оба терморезистора имеют одинаковую температуру и, соответственно, сопротивление. При наличии потока газа происходит охлаждение терморезистора, стоящего по направлению потока до нагревателя, и дополнительный нагрев терморезистора, расположенного после нагревателя. Чем больше скорость газа, тем длиннее будет участок нагретого газа после нагревателя, тем выше будет температура второго терморезистора и, соответственно, величина разности сопротивлений увеличивается. Разность сопротивлений преобразуется в аналоговый сигнал и затем оцифровывается.

## Микропроцессор
Цифровой сигнал микропроцессора обрабатывается (линеаризуется, термокомпенсируется) и сравнивается с цифровым сигналом установленного задания расхода.
По результатам вычисления пропорциональной, интегральной и дифференциальной составляющих разности сигнала и задания расхода микропроцессор управляет исполнительным механизмом регулятора расхода газа.

## Исполнительный механизм
Сигнал от микропроцессора поступает на электромагнитный клапан, при помощи которого изменяется проходное сечение канала. Таким образом происходит регулирование расхода газа.